# Сотников, Сергей Михайлович
Серге́й Миха́йлович Со́тников (род. 5 февраля 1958, Красный Ключ, Башкирская АССР) — бывший начальник структурного подразделения «Вертолётная площадка Ижма» федерального государственного унитарного предприятия «Комиавиатранс». Известен тем, что в течение 12 лет после закрытия аэропорта «Ижма» собственными усилиями сохранял взлётно-посадочную полосу в рабочем состоянии, что способствовало благополучному исходу при аварийной посадке самолёта Ту-154 7 сентября 2010 года.

## Биография
Сотников учился в Егорьевском авиационном техническом училище гражданской авиации.
В аэропорту Ижмы Сотников работал практически с самого его открытия в 1978 году. После закрытия аэропорта в 2003 году остался начальником вертолётной площадки. По собственной инициативе поддерживал в порядке взлётно-посадочную полосу бывшего аэропорта: расчищал её от растительности и мусора, обновлял осевую разметку и окраску входных щитов. В значительной степени благодаря этому 7 сентября 2010 года в Ижме успешно совершил аварийную посадку самолёт Ту-154, у которого в полёте отказала система электропитания. Никто из пассажиров и членов экипажа не пострадал. Самолёт после ремонта был возвращён в эксплуатацию.
За свою роль в благополучном исходе рейса Ту-154 он получил медаль ордена «За заслуги перед Отечеством» второй степени, а также звание заслуженного работника транспорта Республики Коми (что означало прибавку к пенсии 3117 рублей)[значимость факта?]. Другого материального вознаграждения от государства Сотников не имел, но были подарки от частных лиц. Так, он получил снегоход «Ямаха», а также ряд небольших денежных переводов, которые он потратил на приобретение светостартов для вертолетных площадок в Ижемском районе.
21 июня 2013 года электропитание вертолётной площадки было отключено в связи с задолженностью. В октябре Сотников был вынужден написать заявление об увольнении с 1 ноября 2013 года. Через 10 дней после этого подача электричества была возобновлена. При этом Сотников продолжал работать, несмотря на отрицательную температуру в здании аэропорта, имеющем электрическое отопление.
В 2013 и 2016 годах поднимался вопрос о возможности восстановления работы аэропорта для осуществления местных авиаперевозок самолетами Л-410, но до реализации эти планы не дошли. По словам Сотникова:

Солидные люди обещали возобновление полётов [малой авиации в Ижму], а ничего нет. В этой нищете и духом падаешь, и нервы треплются.

Сергей Сотников продолжал работать на «Вертолётной площадке Ижма» до ухода на пенсию в октябре 2019 года.

## Оценки и мнения
Из сообщения Росавиации:

Благополучному приземлению самолёта Ту-154М во многом способствовала добросовестная работа Сергея Сотникова по контролю за эксплуатационным состоянием взлётно-посадочной полосы вертолётной площадки «Ижма» и прилегающих к ней территорий.

Из интервью с С. М. Сотниковым:

— Я что? Я просто по взлётке ездить не давал. На лошадях большинство, навоз падает, сохнет, вертолёт ветер поднимает — всё летит в глаза. Непорядок… Или бревно упадет, будет валяться, люди ещё бутылок накидают… Для себя, короче, убирал. Чтобы было приятно…
— Вы горды собой?
— Я просто безумно рад, что люди остались живы. Если бы на полосе оказалась хоть одна машина…

В декабре 2010 года был приглашён на прямую линию с премьер-министром России Владимиром Путиным. Путин выразил ему своё восхищение тем, как Сергей Сотников отнёсся к своему долгу.

## Признание и народное уважение
- За добросовестное исполнение своих обязанностей и поддержание в работоспособном состоянии взлётно-посадочной полосы аэродрома «Ижма» руководитель Федерального агентства воздушного транспорта Александр Нерадько наградил Сергея Сотникова почётной грамотой[14].
- 14 декабря 2010 года глава Республики Коми Вячеслав Михайлович Гайзер подписал указ о награждении Сергея Сотникова почётной грамотой Республики Коми[15].
- В Томске на одном из городских сайтов стартовала кампания по сбору средств на премию «Народная симпатия» для Сергея Михайловича[16]. На полученные средства Сотников высказал желание закупить посадочные огни для вертолетных площадок района[1].
- В декабре 2010 года блогерами dirty.ru была запущена акция по сбору денежных средств для покупки Сергею Михайловичу снегохода[1], который был подарен Сотникову 26 января 2011 года[17][18].
- В 2010 году Сергей Михайлович Сотников «за верность долгу, профессионализм и личное мужество» стал лауреатом премии имени Владимира Высоцкого «Своя колея»[19].
- В феврале 2012 года Сергей Сотников награждён медалью ордена «За заслуги перед Отечеством» II степени[20].
- В ноябре 2013 года стал лауреатом премии газеты «Аргументы и Факты» «Национальная гордость России»[21].
- В ноябре 2013 года Сотников стал участником «Эстафеты Олимпийского огня» в Сыктывкаре[22].
- В честь 10-летия со дня происшествия, 6 сентября 2020 года глава Республики Коми Владимир Викторович Уйба поблагодарил «за подвиг десятилетней давности»[23] и Сергею Сотникову были вручены наградная плакетка главы республики Коми и памятные часы[24].

## В кино и литературе
- В одной из историй, вошедших в состав фильма «Ёлки 2» (новелла «Самолёт» режиссёра Александра Котта), описывается вынужденная посадка терпящего бедствие самолёта Ту-154 на заброшенный аэродром. На счастье пилотов (и пассажиров), не знающих, работает ли он сейчас и следит ли кто-то за взлётной полосой, именно в этом месте исполняет свой долг рядовой сотрудник авиации, роль которого исполнил Владимир Меньшов. Прототипом персонажа послужил Сергей Сотников[25].
- Сергей Сотников стал прототипом Алексея Шулина — главного героя повести Романа Сенчина «Полоса», опубликованной в 2012 году в журнале «Дружба народов»[26][27].

## Комментарии
1. ↑  Светостарт — комплект осветительных приборов, обеспечивающий использование взлётно-посадочной площадки в тёмное время суток.
2. ↑  По мнению редакции газеты «Комсомольская правда», этому могли способствовать публикации в региональных СМИ[6].